# Iliouchine Il-86
Dimensions
L'Iliouchine Il-86 (code OTAN : Camber) est le premier avion de ligne soviétique à large fuselage, c'est-à-dire présentant des rangées de sièges passagers séparées par deux couloirs. Le projet est annoncé en 1971 et l'avion vole en 1976. Un peu plus de 100 exemplaires sont construits, et furent employés principalement par Aeroflot. 
L'avion est robuste, bien conçu, et offre une bonne capacité. Il est un peu plus grand qu'un Airbus A300, emportant typiquement 250 à 300 passagers, mais quadriréacteur. Les réacteurs sont d'ailleurs la faiblesse de l'appareil, ses Kouznetsov NK-86 (13 tonnes de poussée chacun) sont en retard par rapport aux moteurs civils occidentaux et leur consommation était élevée. 
De ce fait, l'autonomie de l'avion est limitée à 5 000 km, insuffisante pour un gros-porteur. De plus, toujours à cause des moteurs, l'avion est particulièrement bruyant. L'Iliouchine Il-96 est un dérivé tardif (1992) au fuselage raccourci, aux équipements modernisés, et doté de meilleurs moteurs (des Aviadvigatel PS-90 russes ou des Pratt & Whitney PW2337 américains). Son autonomie est plus que doublée.
Quelques Il-86 ont été modifiés pour un emploi militaire.

## Historique

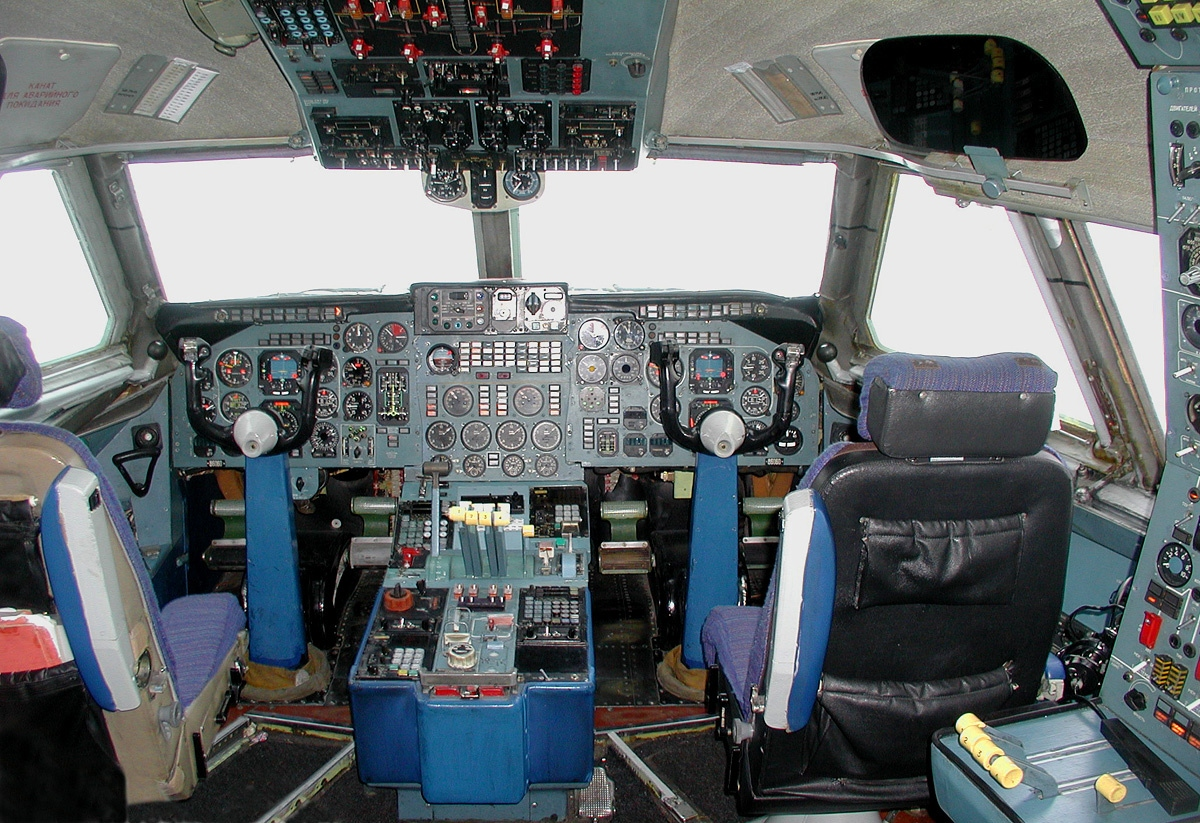
Cockpit d'un Il-86.

Le développement de l'avion commence en 1967. Le lancement est annoncé au salon du Bourget en 1971. Après le premier vol du premier prototype le 22 décembre 1976 la mise au point traine jusqu'à la mise en service opérationnel le 24 septembre 1979.
À l'origine, l'appareil devait recevoir la même motorisation que l'Il-62 mais les problèmes de manutention et la masse importante de la cellule poussèrent les ingénieurs à modifier leur concept. C'est ainsi que l'Il-86 devint le premier appareil commercial d'URSS à être équipé de réacteurs Kouznetsov NK-86 sous les ailes.
Le premier prototype est dévoilé en 1976. Après le premier vol du prototype le 22 décembre 1976, le premier appareil de série décolle le 24 octobre 1977 mais les vols commerciaux ne commencèrent qu'en décembre 1980. La société polonaise PZL-Mielec a participé au développement et à la production. Elle a fourni les becs de voilure, l'empennage (dérive et plan horizontal) et les mâts des réacteurs[réf. nécessaire]. La production s'arrête en 1994.
Il fut envisagé pendant un temps de l'équiper de turboréacteurs CFM56 pour augmenter la distance franchissable, respecter les limitations de nuisance sonore de l'OACI Stage 3 applicable aux aéroports occidentaux et réduire la consommation en carburant mais ces plans furent abandonnés pour des raisons de coûts.
L'Il-86 a volé pour des compagnies des États de la CEI jusqu'aux années 2000.

## Opérateurs

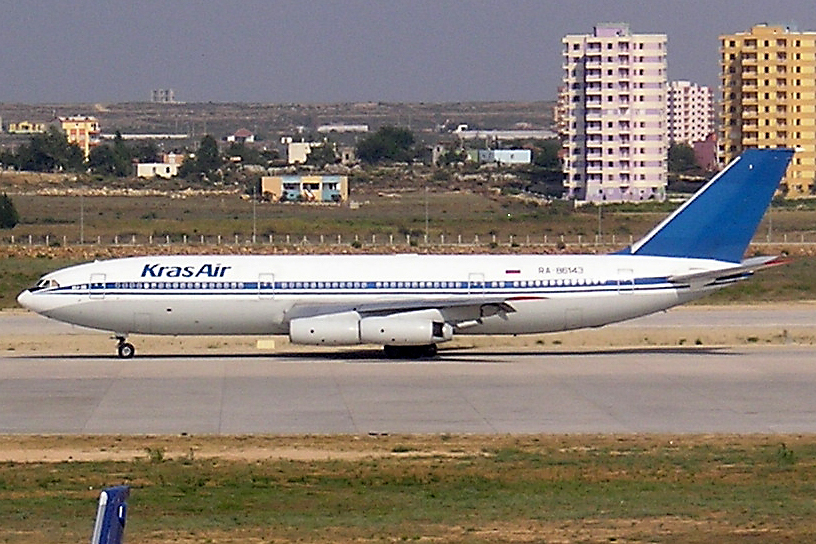
Iliouchine Il-86 de Kras Air

En août 2006, 65 Ilyushin Il-86 restent en service. Ils sont opérationnels avec : Aeroflot (12), Armavia (2), Atlant-Soyuz Airlines (8), KrasAir (4), Pulkovo Air (8), S7 Airlines (12), Tatarstan (3), Ural Airlines (5), Uzbekistan Airways (10) et Vnukovskie Avialinii (1).
En 2011, il ne restait en service que les 4 Il-80 servant de poste de commandement de l’armée de l'air russe.

## Évolutions
Selon un rapport de la revue économique russe Bizness il a été envisagé de mettre l'Il-86 aux normes de l'UE pour allonger de dix ans sa durée de vie. En clair, on voulait remplacer les quatre Kouznetsov NK-86 par des réacteurs à soufflante Soloviev D-30KP Burlak. Ceci aurait permis de reprendre les vols en direction des pays de l'UE en respectant les normes environnement de l'accord de l'OACI de 2004 mais cela ne s'est pas concrétisé.

## Versions

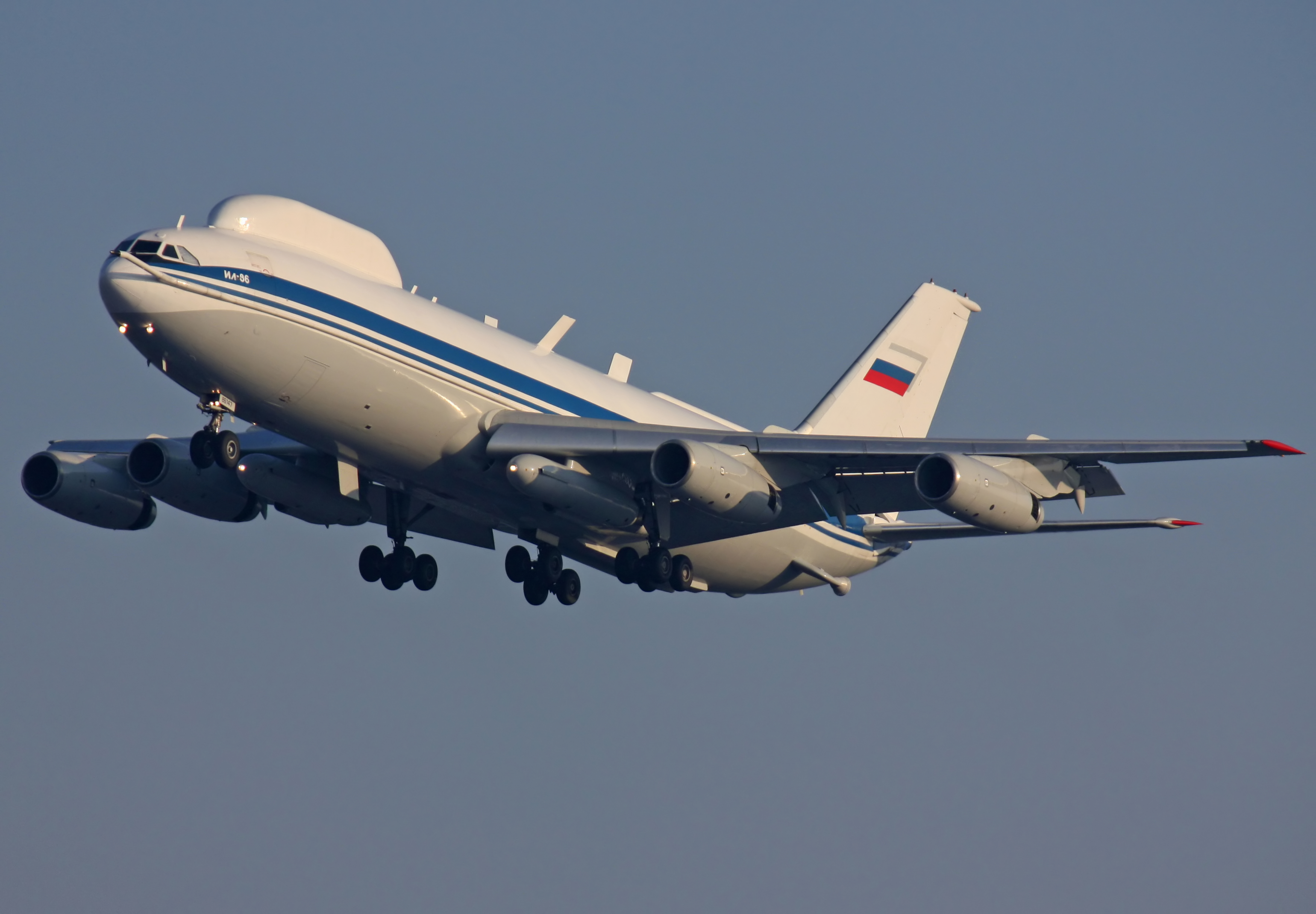
Un des quatre Il-80 de l’armée de l’air russe en 2011.

- L'Il-86 est la version de base. Un exemplaire avait été équipé comme avion présidentiel pour la compagnie nationale Rossia
- Les Il-80/Il-86/Il-87 sont 4 avions de l'Armée de l'air russe servant de poste de commandement volant pour le cas d'un conflit nucléaire[4]
- L'Il-86D était un banc volant qui a servi au développement de l'Iliouchine Il-96

## Particularités
- Contrairement aux avions commerciaux occidentaux, les casiers à bagages ne sont pas situés au-dessus des rangées de sièges mais dans des compartiments spéciaux en soute accessibles depuis la cabine par un escalier.
- Si l'aéroport ne possède pas de passerelles d'embarquement, l'accès à l'avion se fait par une ouverture aménagée dans la partie basse du fuselage.

## Accident
- 28 juillet 2002 : Un appareil des Pulkovo Aviation Enterprises s'écrase juste après son décollage de l'aéroport de Moscou-Cheremetievo. 14 des 16 personnes à bord sont tués, les deux autres sont blessées[5].